# Presidente de Irak
El presidente de Irak es el jefe de Estado de Irak. El puesto se creó en 1963, tras el derrocamiento en 1958 de Faysal II de Irak. Se pueden distinguir tres etapas en la historia de los presidentes de Irak: la República (hasta la caída de Sadam Huseín), el gobierno provisional y los presidentes bajo la nueva constitución de 2005.

## Presidentes según etapa de gobierno

### Presidentes de la República
Durante esta época la mayoría de los presidentes fueron dictadores autoritarios que normalmente eran desalojados del poder con violentos golpes de Estado.
En lo que se refiere a las normas constitucionales vigentes de manera formal en aquella época, desde que se creó el puesto de presidente hasta la caída de Sadam Huseín existió un sistema presidencialista; esto quiere decir que el presidente también era el jefe del Gobierno y concentraba todo el Poder Ejecutivo (y de facto los dictadores del período ejercieron además el Poder Legislativo y el Poder Judicial). Las Constituciones de ese entonces mantenían la existencia del cargo de primer ministro, pero con tan pocos poderes que en la práctica no era un verdadero jefe de Gobierno, sino un simple ministro más, encargado de la coordinación del Consejo de Ministros. A Sadam Huseín ni siquiera le gustaba nombrar a otra persona primer ministro y por eso durante la mayor parte de su régimen él mismo ejerció el cargo al mismo tiempo que ejercía el de presidente; y cuando nombraba a otro primer ministro despojaba al cargo de cualquier relevancia.
Se puede concluir que en este período el de presidente era el máximo cargo político de la Nación iraquí.
| N.º | N.º | Imagen | Nombre                   | Comienzo del mandato | Final del mandato    | Partido político       |
| --- | --- | ------ | ------------------------ | -------------------- | -------------------- | ---------------------- |
|     | 01  |        | Muhammad Nayib ar-Ruba'i | 14 de julio de 1958  | 8 de febrero de 1963 | Unión Árabe Socialista |
|     | 02  |        | Abd as-Salam Arif        | 8 de febrero de 1963 | 13 de abril de 1966  | Unión Árabe Socialista |
|     | 03  |        | Abd ar-Rahman Arif       | 16 de abril de 1966  | 17 de julio de 1968  | Unión Árabe Socialista |
|     | 04  |        | Ahmed Hasán al Bakr      | 17 de julio de 1968  | 16 de julio de 1979  | Partido Baaz           |
|     | 05  |        | Sadam Huseín             | 16 de julio de 1979  | 9 de abril de 2003   | Partido Baaz           |

### Gobierno provisional
La invasión de Irak de 2003, liderada por los Estados Unidos, desalojó a Sadam Huseín del poder, estableciendo un gobierno provisional que estableció una presidencia rotatoria mes a mes entre los principales grupos étnicos del país. Está situación duró hasta el 28 de junio de 2004.

### Presidentes bajo la Constitución de 2005
| N.º | N.º      | Imagen | Nombre                     | Comienzo del mandato  | Final del mandato     | Partido político               |
| --- | -------- | ------ | -------------------------- | --------------------- | --------------------- | ------------------------------ |
|     | Interino |        | Ghazi Mashal Ajil al-Yawer | 28 de junio de 2004   | 6 de abril de 2005    | The Iraqis                     |
|     | 01       |        | Yalal Talabani             | 7 de abril de 2005    | 24 de julio de 2014   | Unión Patriótica del Kurdistán |
|     | 02       |        | Fuad Masum                 | 24 de julio de 2014   | 2 de octubre de 2018  | Unión Patriótica del Kurdistán |
|     | 03       |        | Barham Salih               | 2 de octubre de 2018  | 13 de octubre de 2022 | Unión Patriótica del Kurdistán |
|     | 04       |        | Abdul Latif Rashid         | 13 de octubre de 2022 | En el cargo           | Unión Patriótica del Kurdistán |

El 28 de junio de 2004 se trasladó oficialmente la soberanía de poder al pueblo iraquí, bajo una Ley Fundamental provisional. El 30 de enero de 2005 se eligió una Asamblea Nacional Constituyente que redactó una nueva Constitución. Hasta el 6 de abril de 2005 hubo un presidente interino, hasta dar paso al primer presidente oficial del nuevo régimen (nombrado por la Asamblea Constituyente). Luego de entrar en vigor la Constitución de 2005, el presidente Talabani fue reelegido en su cargo.
En este período hubo un cambio radical en el concepto y en las funciones del presidente de la República. En la Ley Fundamental provisional que se promulgó para regular a las instituciones iraquíes después de la Transferencia de Soberanía y hasta la entrada en vigor de la nueva Constitución, se estableció un sistema parlamentario de gobierno. Por esta razón el cargo de presidente de la República perdió todos sus poderes y atribuciones; en la práctica ya no ejercería el Poder Ejecutivo y por lo tanto ya no gobernaría. Sus funciones serían solamente simbólicas o protocolarias (firmar leyes que él no podía vetar; presidir las ceremonias públicas; representar al país en el extranjero en viajes oficiales de forma simbólica, etc.); y todo el Poder Ejecutivo fue transferido al primer ministro (que pasaba a convertirse en el verdadero gobernante del país).
La única función importante del Presidente era postular formalmente al candidato a primer ministro que debía ser elegido o ratificado por el Parlamento; pero en realidad se trata de una formalidad, ya que es obvio que el candidato a primer ministro tiene que ser el líder apoyado por la mayoría parlamentaria (un aspecto que incluso sería consagrado de manera formal en la Constitución definitiva).
Cuando se redactó la Constitución definitiva, se mantuvo el sistema parlamentario que consagraba una Presidencia de la República muy débil; la razón aparente es evitar o dificultar la aparición de un nuevo dictador que use los recursos de una Presidencia fuerte para perpetuarse en el poder. La norma constitucional habla del Presidente como un «símbolo de la unidad de la Nación», de manera parecida a como se refieren las Constituciones de otros países a un Rey de una monarquía parlamentaria, resaltando que su labor es la de ser un conciliador entre los dirigentes políticos del país.
Como ya se ha dicho antes, esta nueva Constitución (la del 2005) consagra en su artículo 74 que el presidente de la República debe asignar la misión de formar un Gabinete al candidato a primer ministro del partido político o coalición política que tenga mayor cantidad de diputados en el Consejo de Representantes; para lo cual en la práctica el presidente debe consultar con los dirigentes de ese partido o coalición para ver a quien postulan como candidato. El presidente deberá hacer la asignación dentro de los quince días siguientes a la primera reunión de cada nuevo Consejo de Representantes electo.
El candidato a primer ministro tendrá un plazo máximo de treinta días desde su asignación por el presidente para nombrar a los ministros de su Gabinete y para diseñar su Plataforma Ministerial (su programa de gobierno); y luego deberá presentarse ante el Consejo de Representantes y pedir su apoyo o confianza. Se entenderá que el Consejo de Representantes le ha otorgado su confianza y que por lo tanto el primer ministro y sus ministros han sido elegidos: cuando cada uno de sus ministros sea aprobado o ratificado de forma individual, y cuando su Plataforma Ministerial sea aprobada por la mayoría absoluta del Consejo de Representantes (por lo menos la mitad más uno de los diputados del Consejo). Como el Consejo se compone actualmente de un total de 328 diputados, se requiere el voto favorable de un mínimo de 165 diputados para que un candidato a primer ministro sea elegido o ratificado. En caso contrario, el presidente deberá asignar la formación del Gabinete a otro candidato, consultando al grupo parlamentario mayoritario.
El artículo 59, ordinal octavo, sección b, aparte primero de la Constitución estipula que el presidente podrá presentar una solicitud al Consejo de Representantes para retirar la confianza al primer ministro y su Gabinete; es decir, para destituirlos con un Voto de Censura. Pero para que la solicitud sea aprobada y ocasione la destitución del primer ministro, la misma debe ser aprobada por la mayoría absoluta del Consejo de Representantes. Aparte del Presidente, también una quinta parte de los diputados del Consejo de Representantes puede solicitar el Voto de Censura.
Aparte de ésta, otra función de importancia que tiene el presidente (pero que solo en raras ocasiones tiene la oportunidad de usar) es la petición conjunta para declarar el estado de guerra y el estado de emergencia. La Constitución dice que solo el presidente de la República y el primer ministro pueden solicitar de forma conjunta la declaración de cualquiera de esos estados; es decir, que ambos funcionarios deben ponerse de acuerdo para entre los dos redactar una solicitud formal de declaración de guerra o emergencia. Dicha solicitud debe ser sometida luego a la consideración del Consejo de Representantes, y solo será aprobada o ratificada sí recibe el voto favorable de al menos dos tercios de los diputados. En todo caso, si se aprueba uno u otro estado, los poderes extraordinarios para enfrentar la situación son otorgados al primer ministro y no al Presidente.
También es necesaria la aprobación del Presidente para que el primer ministro pueda proponer al Consejo de Representantes la disolución del propio Consejo y la convocatoria de elecciones adelantadas; sin embargo, como la propuesta de disolución también puede ser hecha por al menos una tercera parte de los diputados, el primer ministro puede saltarse una eventual negativa del Presidente pidiendo a sus diputados que presenten la propuesta por su cuenta. Sí se produce la disolución (para lo cual debe ser aprobada por mayoría absoluta del Consejo), el presidente tiene la responsabilidad de convocar elecciones en un plazo no mayor de sesenta días a partir de la disolución.
El Presidente puede proponer proyectos de ley al Consejo de Representantes (también pueden hacerlo el primer ministro, un Comité especializado del mismo Consejo o un mínimo de diez diputados del Consejo); y también puede prorrogar las sesiones ordinarias de ese Consejo o convocarlo a sesiones extraordinarias (aunque esto también pueden hacerlo el primer ministro, el presidente del propio Consejo o un grupo de no menos de 50 diputados del Consejo). Además el presidente debe promulgar las leyes aprobadas o sancionadas por el Consejo de Representantes, pero si pasan más de quince días desde que el Consejo le envió una ley y en ese plazo no la ha firmado y promulgado, la misma se considera promulgada por omisión. De la misma manera el presidente firmará los tratados o acuerdos internacionales ratificados por el Consejo de Representantes.
Cada vez que se celebren elecciones para elegir al Consejo de Representantes, el presidente deberá convocar al nuevo Consejo electo para que se reúna por primera vez; el presidente deberá hacer la convocatoria dentro de un período no mayor a 15 días contados a partir de la ratificación de los resultados oficiales definitivos de las elecciones. 
El Presidente puede promulgar una amnistía especial para condenados por crímenes internacionales, terrorismo, corrupción financiera o administrativa o crímenes contra derechos individuales, siempre y cuando sea por una recomendación del primer ministro.
El Presidente puede conceder medallas y credenciales por recomendación del primer ministro; y tiene la responsabilidad de firmar las sentencias de muerte dictadas por los tribunales competentes.
El Presidente debe recibir las cartas credenciales de los Embajadores extranjeros acreditados en Irak con la ceremonia acostumbrada. También el presidente debe emitir los protocolos republicanos, es decir, las reglas que rigen el protocolo para las autoridades de la República iraquí.
El artículo 76 de la Constitución dice expresamente que el primer ministro es el comandante en jefe de las fuerzas armadas de Irak; sin embargo, el artículo 74 estipula en su ordinal (i) que el presidente de la República asumirá el puesto de mando simbólico de las Fuerzas Armadas para el ceremonial y a fines de conmemoración. Es decir, que para cumplir con el protocolo el presidente será honrado en las ceremonias oficiales que tengan participación de los militares como si fuera el comandante en jefe.
La Constitución establece un caso muy excepcional en el que el presidente sí puede gobernar el país, aunque sea en todo caso por un período muy breve. El artículo 79 estipula que cuando el cargo de primer ministro está vacante por cualquier motivo, el presidente se convierte en el primer ministro actuante. Pero en ese caso el presidente deberá nombrar un nuevo primer ministro de acuerdo con el procedimiento establecido en el artículo 74 en un plazo no mayor de 15 días.

## Procedimiento de elección
De acuerdo con la Constitución del 2005 el período presidencial es de cuatro años.
Para ser presidente se necesita ser iraquí de nacimiento y de padres iraquíes; tener como mínimo 40 años de edad y ser de capacidad legal; no haber sido condenado por un crimen que viola el honor; y tener una buena reputación de integridad, justicia, rectitud y devoción a la patria (además de experiencia política). 
El artículo 68 de la Constitución dispone que el presidente de la República debe ser elegido por el Consejo de Representantes de Irak. En una primera vuelta resulta elegido el candidato que obtenga los votos de al menos dos tercios de los diputados del Consejo; pero si en esa primera vuelta o ronda de votación parlamentaria ningún candidato obtiene ese número de votos, se realiza una segunda vuelta donde solo participan los dos candidatos más votados en la primera. En esa segunda votación resultaría elegido el que obtenga los votos de la mayor cantidad de diputados, independientemente de su porcentaje con relación al total de la Cámara.
Como actualmente el Consejo de Representantes se compone de un total de 328 diputados, se necesitarían los votos de al menos 219 diputados para ganar la Presidencia en la primera vuelta y así no tener que ir a una segunda.
El Presidente solamente puede ser destituido de su cargo sí es hallado culpable de Violación de la Constitución, de Violación de su juramento constitucional o de Traición a la Patria. Para que eso ocurra, debe celebrarse un juicio ante la Corte Federal Suprema, y si la Corte lo encuentra culpable, el asunto pasa a consideración del Consejo de Representantes, que debe decidir si aprueba el relevo o destitución. Para que se pueda aprobar la destitución, la misma debe recibir los votos favorables de una mayoría absoluta de los diputados del Consejo.
El Presidente puede renunciar a su cargo; para ello debe entregar la renuncia por escrito al primer ministro, y la misma será válida 7 días después que haya sido alojada o registrada en el Consejo de Representantes.
En caso de vacante o falta absoluta en el cargo de presidente por cualquier razón (renuncia, muerte, incapacidad o destitución del titular del cargo), el Consejo de Representantes deberá elegir un nuevo presidente en un plazo que no exceda de treinta días contados desde la fecha en que se produjo la vacante. Mientras se elige el nuevo Presidente, uno de los Vicepresidentes de la República ocupará temporalmente el cargo, y si no hubiera ningún vicepresidente disponible, se hará cargo el presidente del Consejo de Representantes.

## Disposiciones transitorias con relación al presidente de Irak
La Constitución de 2005 establece en sus disposiciones transitorias algunas normas especiales para el cargo de presidente de Irak, las cuales solo estarán vigentes durante el primer período constitucional de gobierno bajo esa nueva Constitución; a partir del comienzo del segundo período constitucional dichas normas deberán desaparecer.
Con arreglo a esas normas transitorias, el primer presidente electo bajo la nueva Constitución deberá constituir junto con los dos Vicepresidentes de la República un órgano llamado Consejo Presidencial, que actuará en la práctica como una Presidencia colegiada o colectiva. Los tres miembros de ese Consejo (el presidente y los dos vicepresidentes) serán electos juntos por el Consejo de Representantes con una mayoría de al menos dos tercios de los diputados.
Todas las funciones y atribuciones que la Constitución otorga al presidente de Irak deben ser ejercidas de forma colegiada y conjunta por los tres miembros del Consejo Presidencial, que además deberán actuar tomando las decisiones por unanimidad, lo que quiere decir que basta con la oposición de uno de los tres funcionarios para que los otros dos no puedan proceder a ejecutar una determinada acción de las funciones presidenciales.
Como la mayoría de las funciones presidenciales son simbólicas o desprovistas de poder ejecutivo real, esa actuación por unanimidad no ocasiona mayor problema; sin embargo, en las mismas disposiciones transitorias de la Constitución se le otorga al Consejo Presidencial una facultad excepcional y temporal, de la que no gozarán en el futuro los presidentes de Irak cuando termine la vigencia de dichas disposiciones de transición. Se trata del poder de vetar las leyes aprobadas por el Consejo de Representantes; la norma constitucional establece que el Consejo Presidencial puede vetar dos veces seguidas un proyecto de ley, pero si después de esos dos rechazos el Consejo de Representantes aprueba por tercera vez la ley con una mayoría no menor de tres quintas partes de los diputados, la ley quedará automáticamente promulgada y el Consejo Presidencial ya no podrá seguir bloqueándola. Esta función del Consejo Presidencial para intervenir en el proceso legislativo impidiendo o retardando la aprobación de una ley es en la práctica la única función importante que puede ejercer esa especie de presidencia colegiada con cierta frecuencia.
Pero por la forma en que está redactada la norma, el caso es que basta con que uno solo de los miembros del Consejo Presidencial (el presidente o cualquiera de los dos vicepresidentes) vete una ley para que surta efecto el veto presidencial en nombre de todo el Consejo Presidencial.